# Seraphsidae
Seraphsidae là một họ ốc biển, là động vật thân mềm chân bụng sống ở biển trong nhánh Littorinimorpha.

## Các chi
- Terebellum Röding, 1798

Đồng nghĩa
- Artopoia Gistel, 1848: synonym of Terebellum Bruguière, 1798 (invalid: unnecessary substitute name for Terebellum)
- Lucis Gistel, 1848: synonym of Terebellum Bruguière, 1798
- Terebrina Rafinesque, 1815: synonym of Terebellum Bruguière, 1798